# Supercuia
Monumento em 2022
Supercuia é uma escultura localizada no bairro Cidade Baixa, na cidade de Porto Alegre, no Rio Grande do Sul, Brasil. Desde 2004, a obra está situada na Esplanada Hely Lopes Meirelles. Por estar posicionada em uma rotatória, a composição da rotatória com a escultura recebeu o nome popular de "Rótula das Cuias".
A peça foi concebida em 2003 pelo artista plástico gaúcho Saint Clair Cemin, por ocasião da IV Bienal de Artes Visuais do Mercosul, evento que ocorre bienalmente na cidade de Porto Alegre. Em 2004, durante a 45.ª Semana de Porto Alegre, que marcou o 45.º aniversário da capital gaúcha, a obra foi transferida para seu logradouro definitivo, onde permanece até os dias atuais.

## Composição
A obra é uma escultura de aproximadamente seis metros de altura, sem contar a base, que adiciona mais três metros, totalizando cerca de nove metros. Ela é composta por 12 cuias de chimarrão idênticas, dispostas para formar um dodecaedro regular, uma figura geométrica de 12 faces pentagonais. Para melhor distribuição das cuias, suas bocas estão voltadas para o centro do monumento. A estrutura foi confeccionada em resina sintética, com uma base interna de aço para garantir estabilidade e durabilidade.
Cada cuia representa uma face do dodecaedro, simbolizando a união entre a tradição gaúcha do chimarrão e a precisão geométrica. A intenção do artista era integrar a forma da cuia à geometria do dodecaedro, criando uma peça que representasse a identidade gaúcha. Por sua proximidade com o Estádio Beira-Rio, a Orla do Guaíba, o Parque Marinha do Brasil e o Parque Harmônia, o local é periodicamente escolhido pela prefeitura como um dos pontos para manifestações culturais, como: blocos de carnaval, a parada pela luta LGBT e a festa de réveillon que ocorrem por toda a extensão da Orla do Guaíba. Também é periodicamente escolhido como ponto de largada para corridas de rua, um dos maiores exemplos, se trata do circuíto "Poa Day Run", que ocorre anualmente na cidade.

## Apelidos
Após sua inauguração em 2004, diversos moradores de Porto Alegre notaram que o formato das cuias posicionadas na escultura lembrava seios. Esse fato levou a rotatória a ser popularmente chamada de "Rótula das Tetas", enquanto a obra passou a ser apelidada de "Superteta". O apelido se espalhou rapidamente, gerando rumores de que a escultura teria sido propositalmente concebida com esse formato para provocar ambiguidade. No entanto, o artista responsável desmentiu essa interpretação.
Durante a pandemia da COVID-19, o formato do monumento voltou a ser motivo de comentários entre os moradores da capital. Dessa vez, a "Rótula das Tetas" ganhou um novo apelido: "Rótula da COVID-19", já que sua estrutura em dodecaedro com saliências lembrava a representação gráfica do coronavírus. O mito sobre a existência de um monumento em homenagem à COVID-19, assim como a semelhança com seios, fez com que o filho do vocalista da banda Kiss, durante uma viagem a Porto Alegre em 2022, publicasse em seu Instagram uma foto do monumento com a legenda "Covid Tits", que significa em português "Tetas da COVID".